# Ivanska
Ivanska est un village et une municipalité située dans le comitat de Bjelovar-Bilogora, en Croatie. Au recensement de 2001, la municipalité comptait 3 510 habitants, dont 90,97 % de Croates et le village seul comptait 848 habitants.

## Localités
La municipalité de Ivanska compte 13 localités :
| - Babinac - Donja Petrička - Đurđic - Gornja Petrička - Ivanska - Kolarevo Selo - Križic | - Paljevine - Rastovac - Samarica - Srijedska - Stara Plošćica - Utiskani |